# Epropetes elongata
Epropetes elongata är en skalbaggsart som beskrevs av Martins 1975. Epropetes elongata ingår i släktet Epropetes och familjen långhorningar. Inga underarter finns listade i Catalogue of Life.